# Acció Cultural Valenciana
Acció Cultural Valenciana fue una entidad valencianista que nació el 8 de marzo de 1930, un mes después de la caída de la dictadura de Primo de Rivera. Fue fundada por estudiantes y jóvenes licenciados universitarios, casi todos ellos nacidos después de 1907, con el propósito de suavizar las relaciones entre la izquierda y la derecha del movimiento valencianista —de hecho entre sus miembros los había de las dos tendencias, pero «tenían en común el afán de trabajar juntos en la reconstrucción de la personalidad valenciana, poniendo este objetivo por encima de las diferencias políticas; ante las discrepancias de los partidos valencianistas, propugnaban respeto y cooperación»—. En este sentido, según Alfons Cucó, puede considerarse un «grupo apolítico» ya que sólo los problemas culturales o estrictamente universitarios y los «nacionales» fueron los que les preocuparon. Según Santi Cortés, «Acció Cultural Valenciana nació para completar y extender a la Universidad la obra del grupo de Taula de Lletres Valencianes [nacida en 1927]».
Su primera junta directiva estuvo presidida por Germà Vicens i Moltó, actuando Emili Gómez Nadal como secretario, Jesús G. Tolsà como vicesecretario, Frances Bañón i Viciedo como tesorero, Manuel Sanchis Guarner como contador, y Juli Feo Cremades como bibliotecario. Como vocales: Antoni Igual Úbeda, Carles Tudela y Josep Llavador. Publicó una revista semanal llamada Acció Valenciana, subtitulada «Periòdic universitari que tendeix a educar valencianament a les nostres joventuts» ['Periódico universitario que tiende a educar valencianamente a nuestras juventudes'], cuyo primer director fue Felip Mateu i Llopis, siendo sustituido más adelante por Lluís Querol.

## Ideología y trayectoria
En un manifiesto publicado en su periódico Acció Valenciana el 23 de septiembre de 1930 explicó su propósito de unir a izquierdas y derechas valencianistas para alcanzar el objetivo común de hacer llegar a la sociedad valenciana su alternativa:

Les indicaremos a unos y a otros... el gusto con que veríamos un poco más de cordialidad y un poco más de compañerismo [campanyonatge] comprensivo y tolerante entre las agrupaciones que llevan el apellido de valencianistas. Quisiéramos que tuvieran presente que el valencianismo esta todavía en pañales y que es necesaria una cooperación de todos los que lo queremos para criarlo robusto.

En cuanto a la Universidad sus miembros se propusieron endreçar ['enderezar'] su marcha. «Si queremos que la Universidad de Valencia sea valenciana, joven y europea, no podemos esperar eso del Claustro, que tiene solo una reducida minoría de profesores nacidos en Valencia e incluso alguno de ellos ha declarado ostentosamente su hostilidad contra la tarea de valencianización de nuestra cultura. Es preciso apartarse de las vías oficiales, y que los universitarios —profesores y alumnos— que estén de acuerdo con este ideal, emprendan una fuerte acción creadora de una ciencia nueva, moderna, una ciencia 1930, una acción cultural; es necesario obrar, es necesario trabajar, es necesario estudiar, es necesario luchar para conseguir lo que no tenemos y tanta falta nos hace: una cultura valenciana» («Apatia escolar», Acció Valenciana, 12, 1 de octubre de 1930).
A diferencia de otros grupos valencianistas que eludieron pronunciarse, Acció Cultural Valenciana se distinguió por su catalanismo militante. Así por ejemplo, Acció Valenciana ignoró la proclamación de la Segunda República Española y en cambio saludó «felizmente la implantación oficial del Estado Catalán». Poco antes se había federado con la entidad catalana Palestra y con la Associació per la Cultura de Mallorca. En un artículo titulado «Escolta, valencià» ['Escucha, valenciano'] publicado en Acció Valenciana el 20 de marzo de 1931 se decía lo siguiente:

Si tu valencianismo es todavía anticatalanista, es que tienes una idea insuficiente [migrada] de lo que vale Valencia, y una gran confusión sobre las ideas nacionalistas. Fíjate bien, y apréndetelo de memoria, de una vez por todas, si pretendes ser patriota y sacudirte los estigmas que quizás han tomado carta de naturaleza en tu humanidad: Alacant-Castelló-València son tres provincias españolas, pero no una nación. Barcelona-Girona-Lleida-Tarragona son cuatro provincias españolas, pero no una nación. Estas siete provincias, troceadas a conveniencia del Estado, son para la historia, juntamente con Mallorca y el Roselló, una nación reconocida universalmente... Una nación puede tener varios Estados jurídicos: pero, por encima de todos, está el Estado racial que forma la resistencia espiritual de la nación; cuanto más facilitéis el desarrollo de la unidad del Estado racial, más perfecta será la nación, pues los Estados jurídicos combinarán mejor sus fuerzas frente a las extrañas, hasta anular toda fragmentación en beneficio de la unidad de poder.

Según Alfons Cucó, «no parece que el apoliticismo ofreciera demasiadas perspectivas en los agitados años treinta. Acción Cultural Valenciana no sobrevivió a sus embates. Mientras tanto, los cada vez más contrapuestos sectores valencianistas, fuertemente polarizados por la coyuntura política, comenzaron a intervenir en la vida pública del País Valencià».